# 孔骨桑田
孔骨桑田（日语：／ Kongu Kuwada，1961年8月23日—），日本男演員、配音員、藝人、福音歌手。出身於大阪府。身高175cm。B型血。

## 簡介
本名：桑田敬信。所屬的經紀公司是劇團Lilliput-Army II、株式會社Cube。

## 來歷、人物
2014年4月起NHK教育兒童節目《與媽媽同樂》擔任體操單元主題歌曲「！」的主唱。
以前曾擔任節奏藍調系樂團「King Kong&The Golden」的主唱。並在初中的時候開始與同學組成節奏藍調系的樂團擔任吹薩克斯風和主唱。
特色是低沉、低尖音的音質，因為其音質與同鄉出身的內藤剛志酷似，所以有時候在廣告演出被誤以為是內藤的聲音。另外由於體格和髮型與電台DJ凱·格蘭特相近，所以有時候會誤認是凱·格蘭特。
配音方面，因長年為SNK電玩格鬥遊戲《餓狼傳說》系列頭目基斯·哈瓦德（包含達克·金（或譯作鴨王）與理查·麥耶都由桑田一人聲演三角）和《侍魂》系列要角牙神幻十郎（之後都在《格鬥天王》系列及其他格鬥遊戲相繼出場）等獻聲，成為他的配音代表作。
興趣：電影鑑賞、目錄翻閱。
新教的基督教徒。

## 演出作品

### 演員

#### 舞台
※表示說明參加演出時的劇團。
- ALL AROUND MOTHER（MOTHER）
- （MOTHER）
- （Lilliput-Army（日语：リリパットアーミーII））
- 獅子的嗣子（Lilliput-Army）
- 空天華（Lilliput-Army II（日语：リリパットアーミーII））
- CHA CHA CHA（Lilliput-Army II）
- 夜之姊妹（日语：夜の姉妹）（Lilliput-Army II）
- ♭（轉球劇場）
- 羊群們的挽歌
- Ghost Rider（G2 Produce）
- JAIL BREAKERS（G2 Produce）
- 夏天的笨蛋（ビバノン）
- （炎魔Produce）
- 假想敵國
- （Lilliput-Army II）－明治天皇
- 仙人掌的花（牛奶糖盒子）
- 悲慘世界
- 憑神
- W ～Double（日语：W 〜ダブル）
- 音樂劇『跳舞的吸血鬼（日语：ダンス・オブ・ヴァンパイア）』－夏加爾
- 音樂劇『艾德溫·德魯德之謎』（2016年4月，Theatre Creation（日语：シアタークリエ）公演）－克里斯帕克爾牧師
- 音樂劇『歡樂滿人間』（2018年）－Boom提督／頭取

#### 電視劇／節目
年份不詳
- MONO俱樂部

2003年
- 草壁署迷宮課迷宮先生2（朝日電視台）

2005年
- 連續電視小說·風中的小遙（日语：風のハルカ）（NHK）

2012年
- NHK大河劇 平清盛（NHK）－波多野義通（日语：波多野義通）

2013年
- （神奈川電視台）

2014年
- 與媽媽同樂（日语：おかあさんといっしょ）（NHK教育）

2022年
- 金田一少年之事件簿5 第9話・第10話（日本電視台）－影島一三

#### 電影
- 爸爸的背摔絕技（日语：お父さんのバックドロップ）（2004年，cinequanon（日语：シネカノン））－松山健
- 仙蹤樂園（日语：オズの世界#映画）（2018年，HIGH BROW CINEMA／Phantom Film（日语：ファントム・フィルム））

### 配音員
粗體字表示主要角色。

#### 電視動畫
2004年
- SAMURAI 7（菊千代[3]）

2005年
- 銀牙傳說WEED（P4）

2008年
- 夕陽染紅的坡道（長瀨準一的父親）

#### 電影動畫
2007年
- EX MACHINA（曼努埃爾·艾亞哥斯[4]）

2009年
- Ring of 鋼彈（葛林）

#### 網路動畫
2017年
- 格鬥天王：命運（基斯·哈瓦德）

#### 遊戲
1994年
- 侍魂系列（1994年－2019年，牙神幻十郎[注 1]、奈恩哈特·季葛[注 2]）

1995年
- 餓狼傳說系列（1995年－2025年，基斯·哈瓦德（日语：ギース・ハワード）[注 3]、達克·金（日语：ダック・キング）（或譯作鴨王）[注 4]）

1996年
- 格鬥天王系列（1996年－2022年，基斯·哈瓦德[注 5]、達克·金[注 6]、夢魘基斯[注 7]、牙神幻十郎[注 8]）

2000年
- CAPCOM VS. SNK（日语：CAPCOM VS. SNK）系列（2000年－2001年，基斯·哈瓦德）

2003年
- SNK VS. CAPCOM SVC CHAOS（日语：SNK VS. CAPCOM SVC CHAOS）（基斯·哈瓦德、牙神幻十郎）

2005年
- NeoGeo Battle Coliseum（日语：ネオジオバトルコロシアム）（基斯·哈瓦德、牙神幻十郎）

2006年
- 格鬥天王：極限衝擊2（夢魘基斯、理查·麥耶[注 9]）
- 任俠傳 渡世人一代記（蝮田八郎兵衛）

2008年
- 夕陽染紅的坡道平行（長瀨準一的父親）

2017年
- 碧藍幻想（牙神幻十郎[6]）
- 鐵拳7（基斯·哈瓦德）[注 10][7]

2019年
- 言靈戰士（日语：共闘ことばRPG コトダマン）（牙神幻十郎）
- 異世界開始的偉人大戰爭（牙神幻十郎）

#### 廣告
- SPORTS TAKAHASHI（日语：スポーツタカハシ）
- Doggyman（日语：ドギーマンハヤシ）
- 蝶矢梅酒（唱歌演出）
- NOVA KIDS
- 京阪電車
- 日清食品

等

## 腳註

## 外部連結
- 株式會社Cube公式官網的資歷簡介（页面存档备份，存于） （日語）
- KONG桑田_玉造小劇店（页面存档备份，存于）劇團官網公開資歷 （日語）